# Véhicule plongeurs
Le véhicule plongeurs, surnommé VPL, est un véhicule utilisé par les pompiers lors d'interventions concernant le milieu aquatique et subaquatique telles que la recherche d'un corps sous l'eau, la protection de l'environnement ou bien la pose d'un barrage flottant sur l'eau afin d'éviter l'étendue d'une pollution accidentelle. 
Il permet d'accéder facilement à la zone concernée grâce à ses quatre roues motrices.  
Ce véhicule permet de tracter une embarcation de reconnaissance et de sauvetage (ERS). Divers équipements (combinaisons, masques à oxygène, etc.) sont également mis à disposition des plongeurs dans ce fourgon.